# Tuneiras do Oeste
Tuneiras do Oeste ist ein brasilianisches Munizip im Bundesstaat Paraná. Es hat 8.067 Einwohner (2022), die sich Tuneirenser nennen. Seine Fläche beträgt 699 km². Es liegt 499 Meter über dem Meeresspiegel.

## Etymologie
Der Name stammt von den „Tunas“, wie die Kakteen genannt werden, die in der Region sehr häufig anzutreffen sind.

## Geschichte
Im Jahr 1946 wurde Jorge Lopes von der Staatsregierung zum Waldhüter ernannt und ließ sich in der Region nieder. In den frühen 1950er Jahren kamen Familien von Landbesetzern, Vertriebenen und Überlebenden des Porecatú-Aufstands (Revolta do Quebra Milho: 1951 niedergeschlagener Aufstand von Landbesetzern in Porecatu gegen die Vergabe des Lands an einen Großgrundbesitzer) in die Region und besetzten die vom Staat zur Verfügung gestellten freien Flächen. Ihnen folgten Familien aus anderen Ortschaften.
Tuneiras do Oeste wurde durch das Staatsgesetz Nr. 4245 vom 25. Juli 1960 in den Rang eines Munizips erhoben.

## Geografie

### Fläche und Lage
Tuneiras do Oeste liegt auf dem Terceiro Planalto Paranaense (der Dritten oder Guarapuava-Hochebene von Paraná) auf 23° 52′ 15″ südlicher Breite und 52° 52′ 33″ westlicher Länge. Es hat eine Fläche von 699 km². Es liegt auf einer Höhe von 499 Metern.

### Vegetation
Das Biom von Tuneiras do Oeste ist Mata Atlântica.

### Klima
In Tuneiras do Oeste herrscht gemäßigt-warmes Klima. Die meiste Zeit im Jahr ist mit erheblichem Niederschlag zu rechnen. Selbst im trockensten Monat fällt eine Menge Regen. Die Klimaklassifikation nach Köppen und Geiger lautet Cfa. Es herrscht im Jahresdurchschnitt eine Temperatur von 22,2 °C. Innerhalb eines Jahres gibt es 1785 mm Niederschlag.

### Gewässer
Der Rio dos Índios bildet die nordöstliche Grenze des Munizips. Er fließt nach Norden zum Ivaí. Der Teil des Munizips südlich der Estrada Boiadera wird über den Rio Goioeré zum Rio Piquirí hin entwässert.

### Straßen
Durch Tuneiras do Oeste verläuft die Estrada Boiadera (BR-487) von Icaraíma am Paraná nach Ipiranga nahe Ponta Grossa. Tuneiras do Oeste ist über die PR-323 mit Cianorte verbunden.

### Nachbarmunizipien
|                   | Tapejara                                    | Cianorte |
| Cruzeiro do Oeste | Kompassrose, die auf Nachbargemeinden zeigt |          |
| Moreira Sales     |                                             | Araruna  |

### Naturschutzgebiet

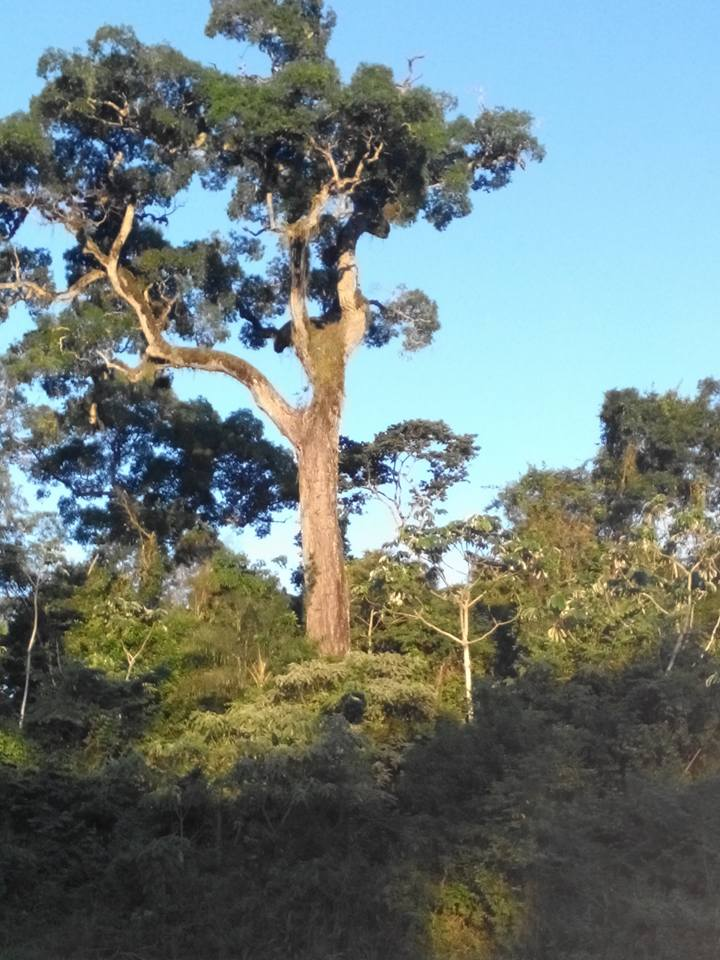
Peroba

Tuneiras do Oeste teilt sich mit Cianorte das Naturschutzgebiet Reserva Biológica das Perobas. In ihm werden auf 87 km2 die Überreste der Floresta Estacional Semidecidual (jahreszeitlicher sommergrüner Wald) mit ihrer Tierwelt geschützt. Es bietet auch Möglichkeiten für wissenschaftliche Studien und gezielte Umweltbildungsaktivitäten. Perobas sind bis zu 20 bis 30 Meter hochwachsende immergrüne Bäume aus der Familie der Hundsgiftgewächse, deren Hartholz sich als Bauholz eignet.  Neusiedler der ersten Generation der Neusiedler verwendeten es für die Errichtung ihrer Gebäude.

## Stadtverwaltung
Bürgermeister: Taketoshi Sakurada, PL (2021–2024)

## Demografie

### Bevölkerungsentwicklung
| Jahr | Einwohner | Stadt | Land |
| ---- | --------- | ----- | ---- |
| 1960 |           |       |      |
| 1970 | 19.838    | 13 %  | 87 % |
| 1980 | 12.290    | 27 %  | 73 % |
| 1991 | 11.460    | 41 %  | 59 % |
| 2000 | 9.013     | 57 %  | 43 % |
| 2010 | 8.695     | 69 %  | 31 % |
| 2022 | 8.067     |       |      |

Quelle: IBGE (2011) und Volkszählung 2022

### Ethnische Zusammensetzung
| Gruppe *    | 1991    | 2000    | 2010    | |
| ----------- | ------- | ------- | ------- | --- |
| Weiße       | 54,7 %  | 57,5 %  | 59,8 %  | wer sich als weiß erklärt                                                                                     |
| Schwarze    | 4,5 %   | 3,1 %   | 3,2 %   | wer sich als schwarz erklärt                                                                                  |
| Gelbe       | 0,6 %   | 0,4 %   | 0,4 %   | Personen fernöstlicher Herkunft wie japanisch, chinesisch, koreanisch etc.                                    |
| Braune      | 40,2 %  | 38,8 %  | 36,6 %  | wer sich als braun erklärt oder wer sich mit einer Mischung von zwei oder mehr der fünf Gruppen identifiziert |
| Indigene    | 0,0 %   | 0,0 %   | 0,0 %   | wer sich als Ureinwohner oder Indio erklärt                                                                   |
| ohne Angabe | 0,0 %   | 0,2 %   | 0,0 %   | |
| Gesamt      | 100,0 % | 100,0 % | 100,0 % | |

*) Das IBGE verwendet für Volkszählungen seit 1991 ausschließlich diese fünf Gruppen. Die Gruppenzugehörigkeit wird bei der Befragung vom Einwohner selbst festgelegt. Das IBGE verzichtet bewusst auf Erläuterungen.
Quelle: IBGE (Stand: 1991, 2000 und 2010)

## Wirtschaft
Der Sojaanbau entwickelt sich zum wichtigsten Wirtschaftszweig der Region. Eine weitere wichtige Nutzpflanze ist das Zuckerrohr. Es hat jedoch aufgrund des Projekts Arenito Nova Fronteira im Jahr 1999 zur Förderung der Mechanisierung und der Bildung von Plantagen seine Stellung als wichtigstes Produkt verloren. Hinzu kommt die Viehwirtschaft mit mehreren Hundert Betrieben. Das Gewerbe spielt keine wesentliche Rolle, es gibt einige kleinere Betriebe der Bekleidungs- und Lederwarenherstellung sowie Seidenspinnereien.